# Desfile naval del Paso de Calais
Tras el hundimiento del Bismarck, los grandes navíos alemanes que quedaban se concentraron en el puerto de Brest, en la Francia ocupada, donde se encontraban en peligro de ser hundidos por la RAF británica. Durante el mes de febrero de 1942, los buques alemanes recorrieron bajo protección naval y aérea sin bajas el canal de la Mancha, para ser dispersados a lo largo de la costa noruega. Ese episodio se conocería como el Desfile naval del Paso de Calais.

## Antecedentes
El hundimiento del Bismarck provocó gran consternación en Alemania. Hitler citó al Gran almirante Erich Raeder en Obersalzberg para que le rinda cuentas de las faltas que supone han sido cometidas. Con el hundimiento del Bismarck se desplomó toda la organización de los «navíos fantasmas». El Prinz Eugen se salvó de la persecución y tiempo después entró sano y salvo al puerto de Brest. El Mando Naval alemán había dispuesto en el más absoluto secreto, en apartados lugares del Atlántico, una red completa de buques con abastecimientos y combustible, a los cuales acudían los buques de guerra para abastecerse. Seis de esos siete buques cayeron en manos británicas.
Por otra parte, el hundimiento del Bismarck puso en evidencia los progresos obtenidos por los británicos. Uno de ellos fue el radar y el otro la gran autonomía que alcanzaron los aviones. El Alto Mando alemán sacó de ello una conclusión: no se podían enviar al Atlántico los grandes navíos y el peso de la guerra contra las comunicaciones vitales de los británicos debían llevarlo los submarinos.
El Scharnhorst, el Gneisenau y el Prinz Eugen se encontraban en Brest y la Royal Air Force los atacaba todas las noches con bombas y torpedos, aunque aún sin éxito. La pérdida del Bismarck afectó profundamente a Hitler, sensible a los atentados contra el prestigio. Y los grandes buques de guerra eran para él motivo de orgullo. Quedó claro, entonces, que había que sacar los grandes buques del puerto de Brest y llevarlos a lugar seguro.

## Desfile en el paso de Calais
El 12 de febrero de 1942, a mediodía, una columna de carros blindados al mando del capitán de navío Von Blane, jefe del Tercer Negociado, se dirigió hacia el cabo Gris-Nez (en el norte de Francia; es el punto de Francia más cercano a la costa inglesa). En él observaron el espectáculo de una escuadra navegando a gran velocidad pegada a la costa francesa. Eran como quince buques de todo tamaño. En el centro resaltaban las siluetas de tres grandes navíos; se trataba del Scharnhorst, el Gneisenau y el Prinz Eugen, rodeados de destructores y torpederos, que se acercaban a no menos de 28 nudos. El espectáculo tuvo lugar a las 12:15 y en el lado más estrecho del canal de la Mancha. Un mes antes, el 12 de enero de 1942, se había preparado la movilización de la escuadra alemana. Reunidos a las 16:00 ante Hitler, en el Führerbunker del Wolfsschanze, cerca de Rastenburg, los almirantes de la marina alemana y los generales Jeschonnek y Galland de la Luftwaffe tomaron la decisión de sacar la escuadra de Brest. La ruta de navegación se denominó la «avenida triunfal», y se preparó en el más absoluto secreto. Los comandantes de dragaminas tampoco sabían lo que estaban preparando y, para distraer a los espías, se corrió la voz de que los aliados habían sembrado nuevos campos de minas.
Tres jóvenes oficiales alemanes, acostumbrados a navegar por el canal de La Mancha desde 1940, fueron citados y encerrados en París, señalándoles la misión: iban a servir de pilotos a los tres grandes navíos. Su cautiverio duró hasta el fin de la operación. En un coche cerrado, fueron conducidos a Brest. Estaba previsto el inicio de la operación para las 20:00 del 11 de febrero. No obstante, el inicio tuvo que ser retrasado dos horas debido a un ataque aéreo. El radar del «espía de guardia» británico se averió y no registró la partida. Cuando fue reparado, los navíos alemanes habían salido de la zona crítica. El general de aviación Koller avisó al almirante Ciliax de que zarpara aprovechando la niebla artificial que haría durar el general de la Luftwaffe hasta el día siguiente, junto con la alarma aérea. Cuando los británicos se dieron cuenta de la operación, ya la escuadra alemana casi se les había escurrido de las manos. Cuando los británicos desencadenaron el ataque, los buques se encontraban frente a las costas belgas. El ataque británico fue vigoroso, pero en tres horas la Royal Air Force había perdido cerca de sesenta aparatos. Los navíos prosiguieron hacia la costa holandesa.
A las 15:28, el Scharnhorst, buque insignia, embistió una mina. El almirante Ciliax trasbordó su insignia al destructor Z-28, que se alejaba velozmente a alcanzar a su escuadra que se había alejado, abandonando al Scharnhorst, que quedó con algunas embarcaciones de seguridad a su alrededor. Al cabo de doce minutos de febril actividad a bordo, se encendieron las máquinas, retornó la energía eléctrica y su artillería pudo ser disparada. A las 15:49, se puso en marcha la máquina de babor y comenzó a navegar en busca de su escuadra. Ya en aguas alemanas, el almirante Ciliax trasbordó al acorazado.
Al día siguiente, el Times expresó la opinión general de los ingleses:

«Desde el siglo XVII, el arraigado convencimiento de nuestro dominio de los mares no había recibido tan mortal golpe en nuestras aguas metropolitanas».
Editorial del The Times, del día 13 de febrero de 1942 en Londres#GGC11C